# Hertogdom Mecklenburg-Güstrow
Het Hertogdom Mecklenburg-Güstrow was een tot de Neder-Saksische Kreits behorend hertogdom binnen het Heilige Roomse Rijk.
Gedurende meerdere perioden was er sprake van een linie Güstrow van het hertogelijk huis Mecklenburg.

## Mecklenburg-Güstrow van 1621 tot 1695
Na de dood van hertog Albrecht VI van Mecklenburg in 1547 werd hij opgevolgd door zijn zoon Johan Albrecht I. Toen zijn jongere broer Ulrich III aanspraak maakte op de mederegering, werd in 1555 het verdrag van Wismar gesloten. In dat verdrag wordt een gemeenschappelijke regering ingesteld, waarbij Johan Albrecht in Schwerin ging resideren en Ulrich in Güstrow, waar hij het middeleeuwse kasteel verving door het in renaissancestijl opgetrokken Slot Güstrow. 
Ulrich werd na zijn dood in 1603 opgevolgd door zijn jongere broer Karel I. Na de dood van Karel in 1610 is Adolf Frederik I, de kleinzoon van Johan Albecht I de enige regerende hertog.
In 1621 volgde er een deling van het land na goedkeuring van de standenvergadering.
- Adolf Frederik I kreeg Mecklenburg-Schwerin
- Johan Albrecht III kreeg Mecklenburg-Güstrow
- gemeenschappelijk bleven de stad en het land Rostock, de universiteit, de Landstanden, het hofgerecht te Sternberg, het consistorium en de voormalige kloosters.

Van 1628 tot 1630 waren beide hertogdommen in het bezit van Wallenstein als rijksleen. Nadat Wallenstein in 1630 door de keurvorstendag van Regensburg was afgezet, werden de hertogen in 1631 door Zweedse troepen in hun land hersteld.
Door de Vrede van Osnabrück van 1648 kwam Mecklenburg-Güstrow in het bezit van de commanderij van de Maltzer Orde te Nemerow.
Op 26 oktober 1695 stierf de tak te Güstrow uit, waarna beide hertogdommen herenigd werden onder hertog Frederik Willem van Mecklenburg-Schwerin. De oom van de hertog, Adolf Frderik II maakt echter aanspraak op Mecklenburg-Güstrow.
Het geschil om de successie wordt afgesloten met het Hamburger Vergelijk van 1701. Het hertogdom Mecklenburg-Güstrow wordt verdeeld:
- Mecklenburg-Schwerin behoudt de Wendische Kreits met de stad Güstrow
- Adolf Frederik II krijgt het vorstendom Ratzeburg, de heerlijkheid Stargard en de commanderijen Mirow en Nemerow. Deze bezittingen vormden samen het nieuwe hertogdom Mecklenburg-Strelitz.

## Bezittingen
- - Wendische Kreis:
- de steden Güstrow, Krakow, Goldberg, Plau, Malchow, Waren, Röbel, Penzlin, Stavenhagen, Malchin, Teterow, Neukalden, Gnoien, Sülte, Marlow, Ribnitz en Schwan.
- de ambten Güstrow, Goldberg, Marnitz, Plau, Wredenhagen, Stevenhagen, Neukalden, Dargun, Gnoien, Ribnitz en Schwan.
- 255 adellijke goederen
- kloosters Dobbertin, Ribnitz en Malchow
  - Kreis Stargard:
- de steden Neubrandenburg, Friedland, Woldeck, Stargard, Strelitz, Fürstenberg en Wesenberg
- de ambten Wanzka, Broda, Stargard, Feldberg, Strelitz, Fürstenberg, Wesenberg, Bergfeld, het heideambt, Mirow en Nemerow
- 70 adellijke goederen